# Kanadai nyár
A kanadai nyár (Populus x canadensis) a Malpighiales rendjébe és a fűzfafélék (Salicaceae) családjába tartozó hibrid növény.

## Származása, elterjedése
Franciaországban nemesítették a fekete nyár (Populus nigra) és a folyóparti nyár (Populus deltoides) keresztezésével; azóta sokfelé ültetik.

## Megjelenése, felépítése
Koronája széles. Kerek vagy szögletes keresztmetszetű hajtásai többnyire kopaszok, néha gyengén szőrösek. 7–10 cm hosszú, hosszan kihegyezett levelei többé-kevésbé háromszögletűek; az alapjuk levágott, a levélnyél kezdeténél 1-2 miriggyel. A levél széle csipkés, mindkét oldala kopasz, nyele pirosas. A hímivarú barka nagyjából 7 cm hosszú, 15–25 porzólevéllel. Az áttelelő rügyek ragacsosak.

## Életmódja, felhasználása
Gyorsan nő, ezért vízzel jól ellátott területeken papíripari alapanyagként ültetvényekbe telepítik.
Virágai március-áprilisban nyílnak.

## Kertészeti változatai, képekkel
- Populus x canadensis 'Gelrica'
- Populus canadensis 'Spijk'
- Populus canadensis 'Flevo'